# ルメスク
ルメスク(Romesco)は、タラゴナ及びカタルーニャ州が発祥のソースである。この地域の漁民はこのソースを作って魚とともに食べていた。
主な材料は、ローストまたは生のアーモンド、松の実、ヘーゼルナッツ、ニンニク、オリーブ、ヒマワリ油、ニューメキシコチリに似たbitxo pepper、丸い赤ピーマンの一種nyora pepper等である。濃度と食感を与えるために、小麦粉やパン粉が用いられる。
他に、トマト、赤ワインビネガー、タマネギが加えられることもある。魚やエスカルゴとともに提供する場合には、フェンネルまたはミントの葉等も添えられることもある。魚介類とともに食べることが多いが、鶏肉やラム等の赤肉、野菜等、様々な食物と合わせられる。
春には、カタルーニャ州では、当地原産のタマネギであるカルソッツを焼いて食べるカルソタダという伝統があるが、この際にサルサ・ルメスクがディップとして添えられる。カルソタダの際には、野外の火の上で、外層が黒焦げになるまでカルソッツを焼く。黒焦げになった外層を除き、内部の柔らかい部分をルメスクに付けて食べる。